# Balé romântico

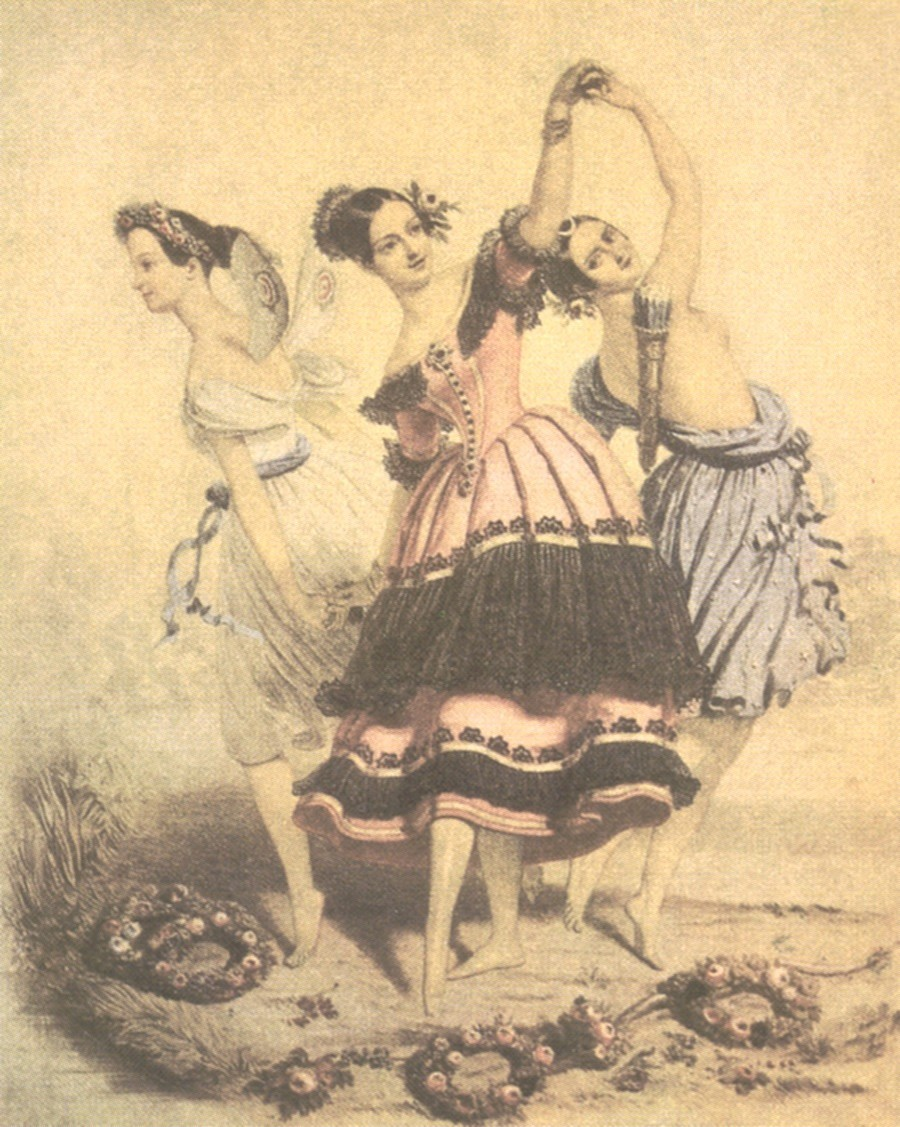
The Three Graces: embodiment of the Romantic ballet, litografia de Chalon, circa 1840.

O Ballet Romântico é definido inicialmente como um ballet mais suave e com conotação romântica, ligado ao movimento artístico romantismo do século XIV na Europa. Caracterizado pela idealização do amor, a elevação do espírito, a divisão entre os vivo e os espíritos. Nesta forma romântica encontramos a mulher idealizada, etérea e, inalcançável. Usavam a sapatilha de ponta como instrumento técnico que deixava a mulher mais leve e mais expressiva. Tinha cenários sombrios e camponeses idealizados. A grande parte dos ballets românticos era composta por dois atos, um em um mundo real e o outro no mundo espiritual que se chamava ato branco. 
Esse tipo de dança tornou-se notório na época devido o movimento literários romântico que acontecia em boa parte da Europa na primeira metade do século XIX. Os balés que seguem a linha do romântico pregam a magia e a delicadeza. Nesses ballets se usavam os chamados tutus românticos, saias mais longas que o tutu prato. São geralmente floridas lembrando moças do campo.
O auge do ballet no século XV foi em um evento organizado por Balthasar del Beaujoyeulx chamado Ballet comique de la Reine que durava cinco horas e tinha carros alegóricos. Luís XIV criou as duas escolas: a de ballet e a de música que tinha como diretor Jean Baptiste Lully. Jean Bapsiste em Cartas sobre Dança propunha que a dança poderia sozinha fazer a função de todas as outras artes, ele também organizou as 5 posições do balé.
Alguns exemplos de balllet românticos:
- La Sylphide (Philippe Taglione, 1832)
- Giselle (Jean Coralli, Jules Perrot, 1841)
- Paquita (Joseph Mazilier, 1846)
- Le Corsaire (Joseph Mazilier, 1856)
- Coppélia (Arthur Saint-Léon, 1870)